# Volodymyr Vladko
 (mars 2024).
La mise en forme du texte ne suit pas les recommandations de Wikipédia : il faut le « wikifier ».
Les points d'amélioration suivants sont les cas les plus fréquents. Le détail des points à revoir est peut-être précisé sur la page de discussion.
- Les titres sont pré-formatés par le logiciel. Ils ne sont ni en capitales, ni en gras.
- Le texte ne doit pas être écrit en capitales (les noms de famille non plus), ni en gras, ni en italique, ni en « petit »…
- Le gras n'est utilisé que pour surligner le titre de l'article dans l'introduction, une seule fois.
- L'italique est rarement utilisé : mots en langue étrangère, titres d'œuvres, noms de bateaux, etc.
- Les citations ne sont pas en italique mais en corps de texte normal. Elles sont entourées par des guillemets français : « et ».
- Les listes à puces sont à éviter, des paragraphes rédigés étant largement préférés. Les tableaux sont à réserver à la présentation de données structurées (résultats, etc.).
- Les appels de note de bas de page (petits chiffres en exposant, introduits par l'outil «  Source ») sont à placer entre la fin de phrase et le point final[comme ça].
- Les liens internes (vers d'autres articles de Wikipédia) sont à choisir avec parcimonie. Créez des liens vers des articles approfondissant le sujet. Les termes génériques sans rapport avec le sujet sont à éviter, ainsi que les répétitions de liens vers un même terme.
- Les liens externes sont à placer uniquement dans une section « Liens externes », à la fin de l'article. Ces liens sont à choisir avec parcimonie suivant les règles définies. Si un lien sert de source à l'article, son insertion dans le texte est à faire par les notes de bas de page.
- La présentation des références doit suivre les conventions bibliographiques. Il est recommandé d'utiliser les modèles {{Ouvrage}}, {{Chapitre}}, {{Article}}, {{Lien web}} et/ou {{Bibliographie}}. Le mode d'édition visuel peut mettre en forme automatiquement les références.
- Insérer une infobox (cadre d'informations à droite) n'est pas obligatoire pour parachever la mise en page.

Pour une aide détaillée, merci de consulter Aide:Wikification.
Si vous pensez que ces points ont été résolus, vous pouvez retirer ce bandeau et améliorer la mise en forme d'un autre article.
 (mars 2024).
 (mars 2024).
Le contenu est difficilement compréhensible vu les erreurs de traduction, qui sont peut-être dues à l'utilisation d'un logiciel de traduction automatique.
Volodymyr Yeremchenko (en ukrainien : Володи́мир Микола́йович Єре́мченко ; en russe : Владимир Николаевич Еремченко. né le 8 janvier 1901 et mort le 21 avril 1974), plus connu comme Volodymyr Vladko, est un écrivain de science fiction, journaliste et théâtre chroniqueur ukrainien. Il est membre de l' union des écrivains soviétiques (1934).

## Première vie et éducation
Volodymyr est né à Saint-Pétersbourg en Ukraine[Quoi ?], d'un père technicien de presse et d'une mère sage-femme. Il fait ses études primaires dans une école et puis est diplômé de l'Institut d'éducation populaire de Voronej. Il parle couramment l'anglais et le latin. Après avoir perdu son père à l'âge de 15 ans, il commence à travailler comme copieur dans diverses publications imprimées.
Ses premières publications datent de 1917, date à laquelle il commença à travailler comme reporter. En 1917-1919, il travaille comme rédacteur de longs métrages pour le journal de la commune de Voronej et de 1919 à 1921, comme chef du département de propagande du Tsentropechat à Voronej.
Travaillant pour un journal à Leningrad puis à Voronej, il signe ses premières publications sous le nom de Vladimir Eremchenko. Mais une erreur typographique a été commise dans les pages d'un article : « Vlad » est resté du premier mot, et la terminaison « ko » du second, ce qui l'a amené à adopter le pseudonyme de « Vladko ».
Il s'est installé à Kharkiv en 1921, où il travaille comme employé littéraire à la rédaction du journal Kharkov Proletarian, correspondant en langue ukrainienne du journal Pour l'industrialisation et secrétaire exécutif du magazine Radio.

## Carrière littéraire
Son premier livre Donbass – le pays de l'or, est sorti en 1930. Il fait ses débuts en tant qu'écrivain de science-fiction avec l'histoire The Robots Go, qui remporte un prix au concours pan-ukrainien de 1929. Au cours de cette période, il a publié d'autres livres, notamment des titres tels que : The Wonderful Generator, Argonautes of the Universe, 12 stories et Descendants of the Scythians.
À la fin des années 1930, il est devenu maître de conférences au Département de théorie et de pratique de la presse du parti de l'Institut ukrainien de journalisme de Kharkiv. Plus tard, il a travaillé comme employé littéraire à la rédaction du journal socialiste Kharkivshchyna.
Ses œuvres souvent  explore des thèmes antifascistes et anti-guerre. Aerotorpedoes fait demi-tour et Le Capitaine aux cheveux gris se déroule pendant la guerre civile espagnole, dans laquelle le personnage principal tente de lutter contre la dictature mais tous ses efforts se terminent tragiquement.
Après avoir publié Le Capitaine aux cheveux gris, Vladko est resté silencieux pendant 15 ans. Pendant la Seconde Guerre mondiale, Vladko était commentateur politique à la radio ukrainienne Taras Shevchenko à Saratov. Par la suite, il est devenu envoyé spécial du Radinformburo, correspondant interne du journal Pravda, chef du Comité central du répertoire d'Ukraine et chef de la branche ukrainienne de Literaturna Gazeta (journal littéraire) . En 1944, il devient membre du Parti communiste de l'Union soviétique.
En 1956, Vladko revient à l'écriture de science-fiction, en écrivant les histoires Borrowed Time, Purple Death, la collection Magical Stories, ainsi qu'en rééditant The Gray-haired Captain.
Les œuvres de Volodymyr Vladko ont été traduites en biélorusse, bulgare, hongrois, lituanien, allemand, serbe, tchèque et japonais. En particulier , Les Argonautes de l'Univers a été publié six fois au Japon.
Vladko meurt le 20 avril 1974 à Kiev à l'âge de 73 ans. Il est enterré au cimetière de Baïkove.

## Œuvres choisies
- « Залізний бунт » ("Les robots s'en vont") (1931, 1967) (version augmenté de « Ідуть роботарі », de 1929)
- "Le merveilleux générateur" (1935)
- "12 histoires" (1936)
- "Les aérotorpilles font demi-tour" (1937)
- "Argonautes de l'Univers" (1935, 1956)
- "Descendants des Schythes" (1939)
- "Capitaine aux cheveux gris" (1941, 1959)
- "Temps emprunté" ("Banque d'épargne du temps") (1961)
- "Histoires magiques" (1962)
- "Mort pourpre" (1963)
- Œuvres en cinq volumes (1970-1971)